# Sakhee
Sakhee (1997-2021) est un cheval de course pur-sang anglais, lauréat du Prix de l'Arc de Triomphe en 2001. 

## Carrière de courses
Sous les couleurs de son éleveur, Hamdam Al Maktoum, Sakhee était entraîné à ses débuts par John Dunlop et monté par Richard Hills. Discret à 2 ans, il s'affirma cependant au printemps suivant comme l'un des principaux prétendant au Derby d'Epsom en s'adjugeant les Dante Stakes. Dans le Derby, il doit s'incliner devant le poulain de l'Aga Khan Sinndar, futur vainqueur du Prix de l'Arc de Triomphe. Ensuite il termine quatrième de Giant's Causeway dans les Eclipse Stakes, puis doit mettre un terme à sa saison pour soigner une blessure. Il fait son retour un an plus tard, ayant entre-temps rejoint l'Ecurie Godolphin, étant confié aux soins de Saeed bin Suroor et à la monte de Lanfranco Dettori. Il remporte son premier groupe 1 en écrasant par sept longueurs ses adversaires dans les International Stakes. En octobre, il remporte le Prix de l'Arc de Triomphe par six longueurs, soit l'écart le plus important de l'histoire de la course, à égalité avec Ribot, Sea Bird et Helissio. Un mois plus tard, dans un registre complètement différent (2 000 m, sur le dirt), il offre une superbe résistance au champion américain Tiznow à l'arrivée de la Breeders' Cup Classic, échouant d'un nez. Ces deux dernières performances lui valent un rating de 136 de la part de Timeform.
En 2002, Sakhee reste à l'entraînement, après avoir passé l'hiver à Dubaï. Il y fait une rentrée victorieuse en février, puis s'incline face à Street Cry dans la Dubaï World Cup, et déçoit un peu à cette occasion. On ne le revoit plus avant l'été, il fait l'impasse sur les King George VI and Queen Elizabeth Diamond Stakes en raison d'un terrain jugé trop ferme, puis réapparait à Deauville dans le Prix Gontaut-Biron. À la stupéfaction général, il ne parvient pas à battre un Wellbeing pourtant largement à sa portée. Cette déception, conjuguée à de récurrents problèmes de jambes, aura raison de la carrière de Sakhee, qui s'arrête là, après 8 victoires en 14 courses. 

### Résumé de carrière
| Date         | Hippodrome   | Pays        | Course                    | Statut      | Distance    | Jockey      | Place       | Écart       | Vainqueur ou deuxième |
| 1999, 2 ans  | 1999, 2 ans  | 1999, 2 ans | 1999, 2 ans               | 1999, 2 ans | 1999, 2 ans | 1999, 2 ans | 1999, 2 ans | 1999, 2 ans | 1999, 2 ans           |
| ------------ | ------------ | ----------- | ------------------------- | ----------- | ----------- | ----------- | ----------- | ----------- | --------------------- |
| 22 août      | Leicester    | Royaume-Uni | Maiden                    |             | 1 400 m     | R. Hills    | 4e / 12     |             | Soviet Flash          |
| 13 septembre | Nottingham   | Royaume-Uni | Maiden                    |             | 1 600 m     | R. Hills    | 1er / 6     | 3           | Duchamp               |
| 2 octobre    | Sandown Park | Royaume-Uni | Conditions Stakes         | Class C     | 1 600 m     | G. Carter   | 1er / 5     | 3 ½         | Michele Marieschi     |
| 2000, 3 ans  |              |             |                           |             |             |             |             |             |                       |
| 29 avril     | Sandown Park | Royaume-Uni | Classic Trial             | Gr. 3       | 2 000 m     | R. Hills    | 1er / 6     | 1           | Pawn Broker           |
| 17 mai       | York         | Royaume-Uni | Dante Stakes              | Gr. 2       | 2 100 m     | R. Hills    | 1er / 5     | 1 ¼         | Pawn Broker           |
| 10 juin      | Epsom        | Royaume-Uni | Derby                     | Gr. 1       | 2 400 m     | R. Hills    | 2e / 15     | 1           | Sinndar               |
| 8 juillet    | Sandown Park | Royaume-Uni | Eclipse Stakes            | Gr. 1       | 2 000 m     | R. Hills    | 4e / 8      |             | Giant's Causeway      |
| 2001, 4 ans  |              |             |                           |             |             |             |             |             |                       |
| 21 juin      | Newbury      | Royaume-Uni | Steventon Stakes          | Listed      | 2 000 m     | L. Dettori  | 1er / 5     | 3           | Aldwych               |
| 21 août      | York         | Royaume-Uni | International Stakes      | Gr. 1       | 2 080 m     | L. Dettori  | 1er / 8     | 7           | Grandera              |
| 7 octobre    | Longchamp    | France      | Prix de l'Arc de Triomphe | Gr. 1       | 2 400 m     | L. Dettori  | 1er / 17    | 6           | Aquarelliste          |
| 27 octobre   | Belmont Park | États-Unis  | Breeders' Cup Classic     | Gr. 1       | 2 000 m     | L. Dettori  | 2e / 13     | nez         | Tiznow                |
| 2002, 5 ans  |              |             |                           |             |             |             |             |             |                       |
| 24 février   | Nad Al Sheba | Dubaï       | Concord Stakes            |             | 2 000 m     | L. Dettori  | 1er / 5     | 9           | Atlantis Prince       |
| 23 mars      | Nad Al Sheba | Dubaï       | Dubai World Cup           | Gr. 1       | 2 000 m     | L. Dettori  | 3e / 13     |             | Street Cry            |
| 10 août      | Deauville    | France      | Prix Gontaut-Biron        | Gr. 3       | 2 000 m     | L. Dettori  | 2e / 7      | 1           | Wellbeing             |

## Au haras
Sakhee prend ses quartiers au célèbre haras anglais de son propriétaire, Shadwell (où il est né), pour y faire la monte. Proposé à £ 20 000 à ses débuts, il a vu ses tarifs largement revus à la baisse depuis (2 500 £ en 2015), ses succès d'étalons demeurant limité. Mais il sut tout de même donner le sprinter Sakhee's Secret (lauréat de la July Cup) et le classique Tin Horse (Poule d'Essai des Poulains). 
Il meurt à 24 ans, en août 2021. 

## Origines
Sakhee est le fleuron de son père, Bahri, un excellent miler, brillant vainqueur des Queen Elizabeth II Stakes et des St. James's Palace Stakes, 2e des Sussex Stakes et 3e des 2000 Guinées. Il s'essaya aussi sur plus long, terminant notamment 2e des International Stakes. Devenu étalon, d'abord aux États-Unis puis en Irlande, il n'a guère brillé, sinon via Alashakr, placée de groupe 1.
Sakhee se recommande de sa mère Thawakib, une fille de Sadler's Wells qui figura parmi les meilleures de sa génération, s'adjugeant les importantes Ribblesdale Stakes (Gr.2).

### Pedigree
| Origines de Sakhee (USA), mâle bai né en 1997 | Origines de Sakhee (USA), mâle bai né en 1997 | Origines de Sakhee (USA), mâle bai né en 1997 | Origines de Sakhee (USA), mâle bai né en 1997 |
| --------------------------------------------- | --------------------------------------------- | --------------------------------------------- | --------------------------------------------- |
| Père Bahri                                    | Riverman                                      | Never Bend                                    | Nasrullah                                     |
| Père Bahri                                    | Riverman                                      | Never Bend                                    | Lalun                                         |
| Père Bahri                                    | Riverman                                      | River Lady                                    | Prince John                                   |
| Père Bahri                                    | Riverman                                      | River Lady                                    | Nile Lily                                     |
| Père Bahri                                    | Wasnah                                        | Nijinsky                                      | Northern Dancer                               |
| Père Bahri                                    | Wasnah                                        | Nijinsky                                      | Flaming Page                                  |
| Père Bahri                                    | Wasnah                                        | Highest Trump                                 | Bold Bidder                                   |
| Père Bahri                                    | Wasnah                                        | Highest Trump                                 | Dear April                                    |
| Mère Thawakib                                 | Sadler's Wells                                | Northern Dancer                               | Nearctic                                      |
| Mère Thawakib                                 | Sadler's Wells                                | Northern Dancer                               | Natalma                                       |
| Mère Thawakib                                 | Sadler's Wells                                | Fairy Bridge                                  | Bold Reason                                   |
| Mère Thawakib                                 | Sadler's Wells                                | Fairy Bridge                                  | Special                                       |
| Mère Thawakib                                 | Tobira Celeste                                | Ribot                                         | Tenerani                                      |
| Mère Thawakib                                 | Tobira Celeste                                | Ribot                                         | Romanella                                     |
| Mère Thawakib                                 | Tobira Celeste                                | Heavenly Body                                 | Dark Star                                     |
| Mère Thawakib                                 | Tobira Celeste                                | Heavenly Body                                 | Dangerous Dame (famille 21-a)                 |